# Teiu (Grigoriopol)
Teiu (in russo Тея)  è una città della Moldavia controllato dalla autoproclamata repubblica di Transnistria. È compreso nel distretto di Grigoriopol

## Località
Il comune è formato dall'insieme delle seguenti località:
- Teiu (Тея)
- Tocmagiu (Токмазея)